# Josef Mezlík
Josef Mezlík (* 1. ledna 1961 v Hodově) je bývalý československý fotbalista a mládežnický reprezentant. Jeho starší syn Radek i mladší Pavel jsou bývalými prvoligovými fotbalisty.

## Fotbalová kariéra
V československé lize odehrál 2 zápasy, neskóroval. Po návratu z vojny hrál dvě a půl sezony druhou ligu za Železárny Prostějov. Nedlouho po sestupu Prostějova do 3. ligy odešel do Žďáru nad Sázavou. V období 1990–2000 hrál v Rakousku za SV Zellerndorf, přičemž poslední dvě sezony jako hrající trenér. Nastupoval v reprezentačních výběrech Československa od 15 do 19 let.

## Veřejný život
Je starostou obce Vlčatín.

## Ligová bilance
| Ročník                                   | Zápasy | Góly | Klub              |
| ---------------------------------------- | ------ | ---- | ----------------- |
| 1. československá fotbalová liga 1979/80 | 2      | 0    | TJ Zbrojovka Brno |
| CELKEM                                   | 2      | 0    |                   |